# Enonvesi (sjö i Södra Savolax)
Enonvesi med Ylä-Rieveli,och Keskinen är en sjö i kommunerna Mäntyharju, Pertunmaa och Heinola i landskapen Södra Savolax och Päijänne-Tavastland i Finland. Sjön ligger 81,9 meter över havet. Den är 54,41 meter djup. Arean är 33,75 kvadratkilometer och strandlinjen är 177,03 kilometer lång.  Den  ingår i Kymmene älvs huvudavrinningsområde.  Sjön ligger omkring 48 kilometer sydväst om S:t Michel, omkring 55 kilometer nordöst om Lahtis och omkring 150 kilometer nordöst om Helsingfors. 
Väster om Enonvesi ligger Kousanjärvi och Keskinen, öster om Enonvesi ligger Laurilanlampi och Siikasenjärvi och Pankajärvi. Söder om Enonvesi ligger Vähä-Vehkajärvi och Ahvenainen, och Sydväst om Enonvesi ligger Linnajärvi och Kaija. 
För sjöns öar se: Kategori:Öar i Enonvesi (Kymmene älvs avrinningsområde)